# Dodd City
Dodd City è un centro abitato degli Stati Uniti d'America, situato nella contea di Fannin dello Stato del Texas.
La popolazione era di 369 persone al censimento del 2010.

## Geografia fisica
Dodd City è situata a 33°34′33″N 96°04′30″W (33.575860, -96.074907).
Secondo lo United States Census Bureau, ha un'area totale di 1,7 miglia quadrate (4,4 km²).

## Società

### Evoluzione demografica
Secondo il censimento del 2000, c'erano 419 persone, 160 nuclei familiari e 120 famiglie residenti nella città. La densità di popolazione era di 247,5 persone per miglio quadrato (95,7/km²). C'erano 188 unità abitative a una densità media di 111,1 per miglio quadrato (43,0/km²). La composizione etnica della città era formata dal 95,94% di bianchi, l'1,43% di afroamericani, lo 0,72% di nativi americani, lo 0,24% di altre razze, e l'1,67% di due o più etnie. Ispanici o latinos di qualunque razza erano lo 0,24% della popolazione.
C'erano 160 nuclei familiari di cui il 35,6% aveva figli di età inferiore ai 18 anni, il 59,4% erano coppie sposate conviventi, l'8,1% aveva un capofamiglia femmina senza marito, e il 25,0% erano non-famiglie. Il 22,5% di tutti i nuclei familiari erano individuali e il 10,6% aveva componenti con un'età di 65 anni o più che vivevano da soli. Il numero di componenti medio di un nucleo familiare era di 2,62 e quello di una famiglia era di 3,05.
La popolazione era composta dal 28,6% di persone sotto i 18 anni, il 7,2% di persone dai 18 ai 24 anni, il 28,6% di persone dai 25 ai 44 anni, il 21,0% di persone dai 45 ai 64 anni, e il 14,6% di persone di 65 anni o più. L'età media era di 34 anni. Per ogni 100 femmine c'erano 109,5 maschi. Per ogni 100 femmine dai 18 anni in giù, c'erano 110,6 maschi.
Il reddito medio di un nucleo familiare era di 35.313 dollari, e quello di una famiglia era di 45.972 dollari. I maschi avevano un reddito medio di 38.750 dollari contro i 22.500 dollari delle femmine. Il reddito pro capite era di 21.873 dollari. Circa il 10,4% delle famiglie e il 15,9% della popolazione erano sotto la soglia di povertà, incluso il 20,0% di persone sotto i 18 anni e il 10,0% di persone di 65 anni o più.